# Tiến Quân Ca
Tiến Quân Ca är Vietnams nationalsång. Den skrevs av Nguyễn Văn Cao 1944.

## Vietnamesisk text
Đoàn quân Việt Nam đi

Chung lòng cứu quốc

Bước chân dồn vang trên đường gập ghềnh xa

Cờ in máu chiến thắng mang hồn nước,

Súng ngoài xa chen khúc quân hành ca.

Đường vinh quang xây xác quân thù,

Thắng gian lao cùng nhau lập chiến khu.

Vì nhân dân chiến đấu không ngừng,

Tiến mau ra sa trường,

Tiến lên, cùng tiến lên.

Nước non Việt Nam ta vững bền.

Đoàn quân Việt Nam đi

Sao vàng phấp phới

Dắt giống nòi quê hương qua nơi lầm than

Cùng chung sức phấn đấu xây đời mới,

Đứng đều lên gông xích ta đập tan.

Từ bao lâu ta nuốt căm hờn,

Quyết hy sinh đời ta tươi thắm hơn.

Vì nhân dân chiến đấu không ngừng,

Tiến mau ra sa trường,

Tiến lên, cùng tiến lên.

Nước non Việt Nam ta vững bền.

## Svensk text
Tiến Quân Ca översattes till svenska på 70-talet.
Ut till fronten
Framåt kamrater, Vietnams soldater

vi försvarar vårt land mot krig och nöd.

Imperialisterna slår vi tillbaka

deras angrepp ska bli deras död.

Trots att fiendens bomber blir fler

kan vårt motstånd aldrig slås ner.

Ut till fronten skyndar vi

fram för folkets sak.

Framåt mot seger!

Vårt folk står enat och starkt.

Framåt kamrater, Vietnams soldater

låt oss enas i kampen för vårt land.

Vi försvarar den jord som vi odlar,

vi går fram med geväret i hand.

Trots att fiendens bomber blir fler

kan vårt motstånd aldrig slås ner.

Ut till fronten skyndar vi

fram för folkets sak.

Framåt mot seger!

Vietnam står enigt och starkt.